# Ciclismo nos Jogos Olímpicos de Verão de 2016 - Corrida em estrada masculina
A prova de estrada masculino do ciclismo nos Jogos Olímpicos de Verão de 2016 foi disputada em 6 de agosto com largada e chegada no Forte de Copacabana.

## Calendário
Horário local (UTC-3)
| Dia         | Horário | Fase  |
| ----------- | ------- | ----- |
| 6 de agosto | 10:00   | Final |

## Percurso
O percurso da competição masculina totalizou 241,5 km de distância. A partir do Forte Copacabana, o pelotão seguiu para oeste, passando pelas praias de Ipanema, Barra e Reserva de Marapendi seguindo pela estrada costeira que levava até ao circuito de 24,8 km do Pontal e Grumari. Depois de quatro voltas no setor de Grumari (99,2 km dos 241,5 km), o percurso voltou para leste pela mesma estrada costeira para entrar no circuito de 25,7 km da Vista Chinesa até a Gávea por três voltas (77,1 km dos 241,5 km) antes de voltar ao Forte de Copacabana.

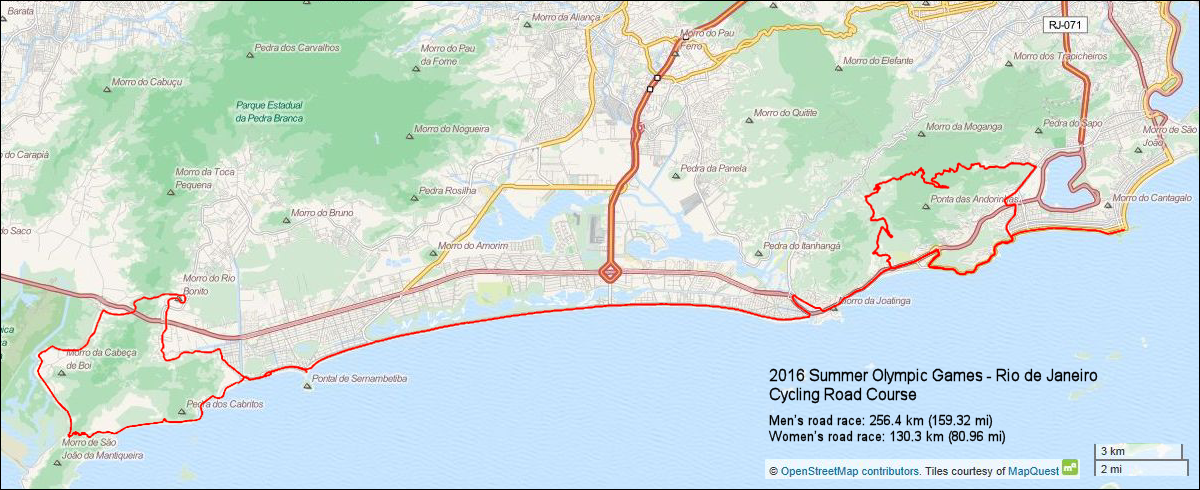
Circuito dos Jogos Olímpicos de 2016: 241.5 km
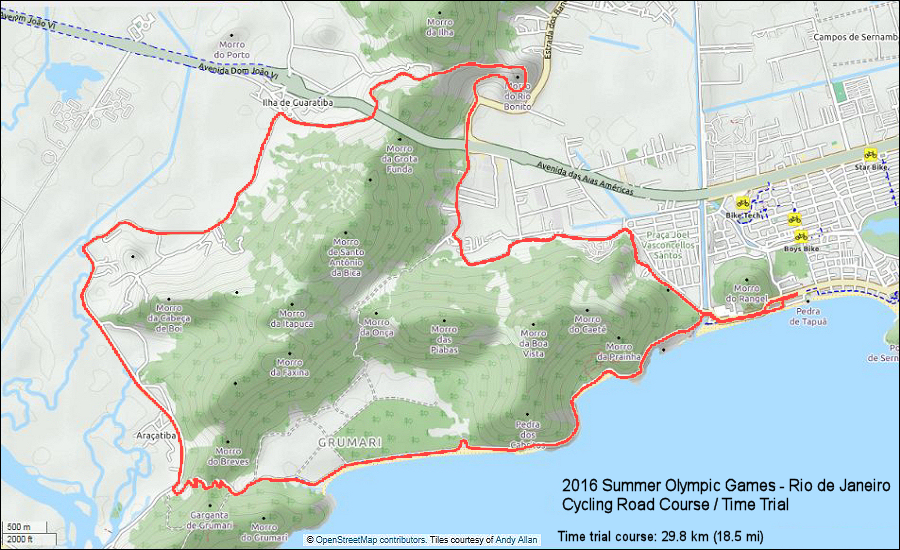
Grumari: 24.8 km
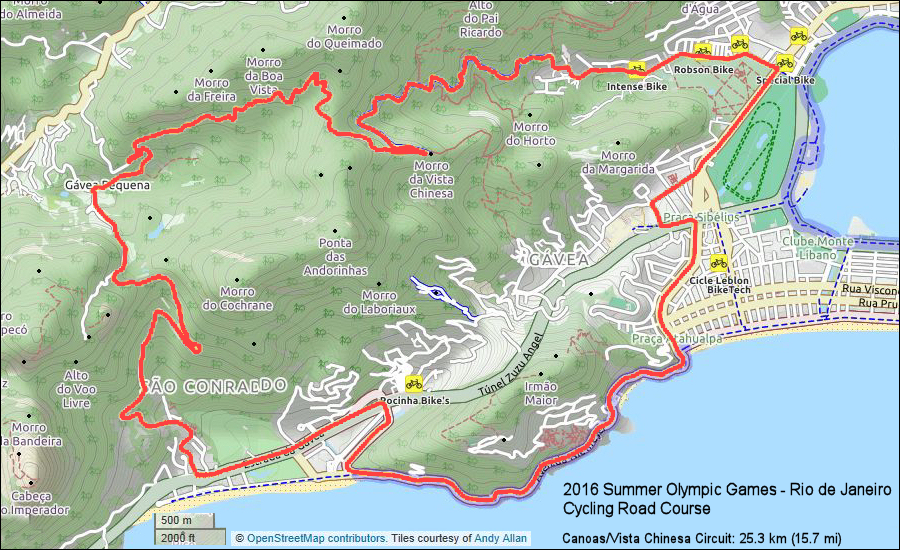
Vista Chinesa: 25.7 km

## Medalhistas
| Ouro   | BEL Greg van Avermaet |
| Prata  | DEN Jakob Fuglsang    |
| Bronze | POL Rafał Majka       |

## Resultados

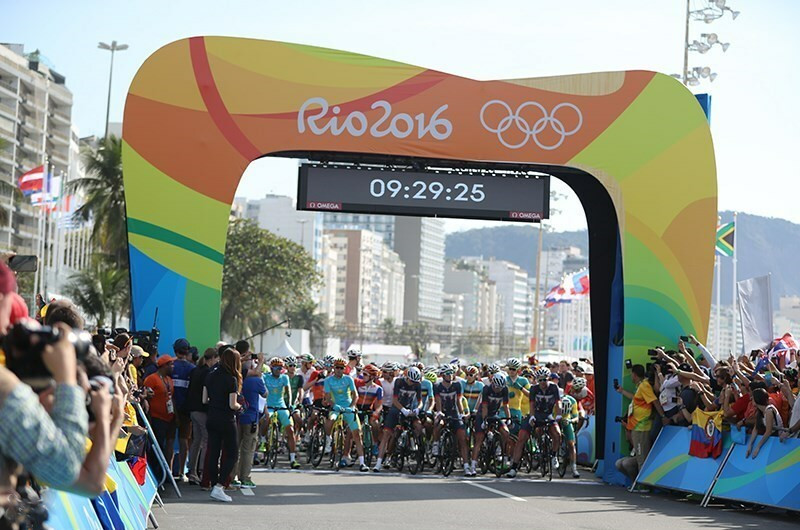
Ciclistas momentos antes da largada da corrida em estrada.

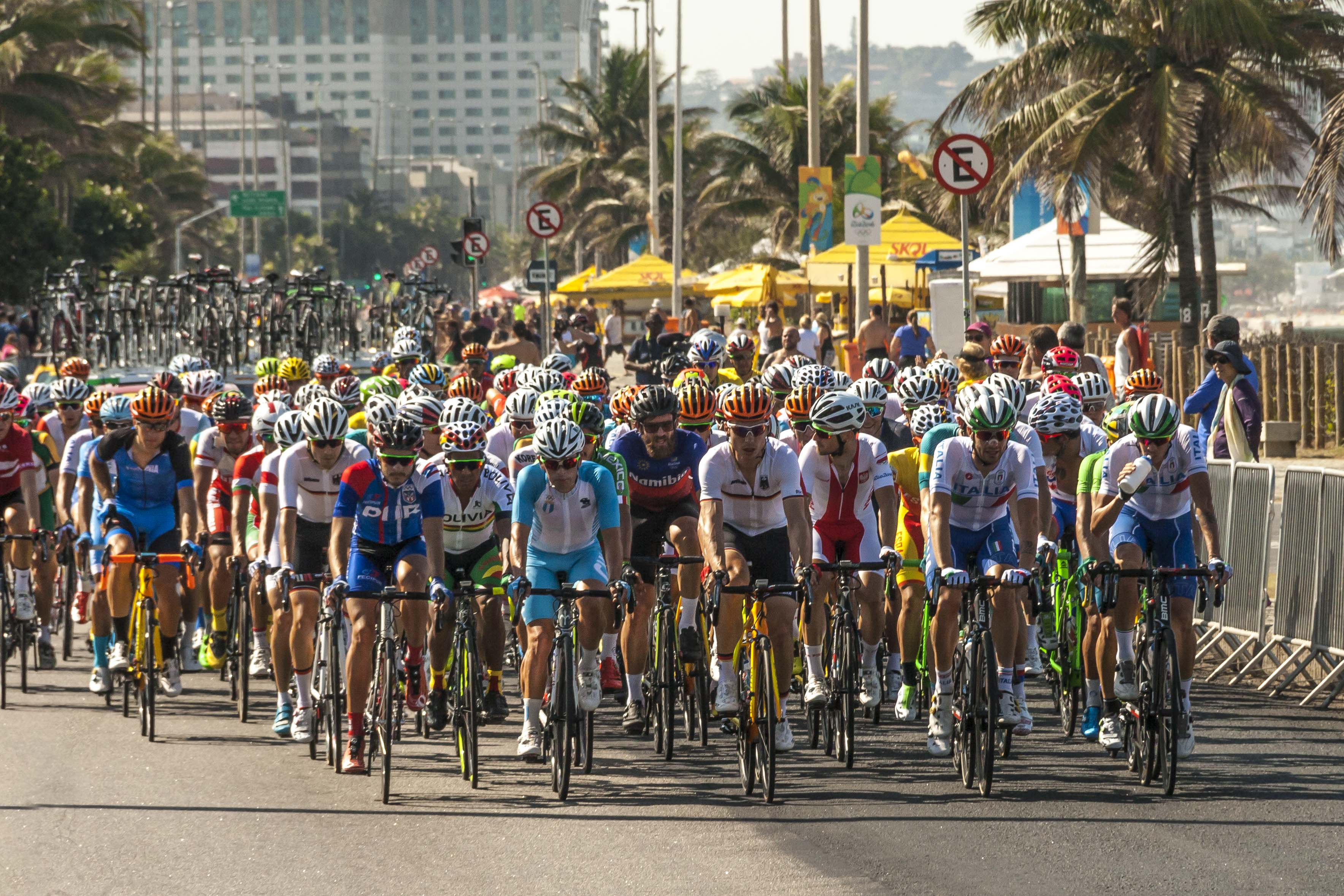
Pelotão na altura da Barra da Tijuca.

Cento e quarenta e quatro ciclistas iniciaram o percurso de 250 quiômetros. Trinta e quatro ciclistas não finalizaram.
Na tabela abaixo, "m.t." indica que o ciclista cruzou a linha de chegada no mesmo grupo que o ciclista antes dele, e por isso foi creditado com o mesmo tempo final.
| Pos.              | Ciclista                    | Tempo     |
| ----------------- | --------------------------- | --------- |
| Medalha de ouro   | BEL Greg Van Avermaet       | 6:10:05   |
| Medalha de prata  | DEN Jakob Fuglsang          | m.t.      |
| Medalha de bronze | POL Rafał Majka             | + 5"      |
| 4                 | USA Taylor Phinney          | + 22"     |
| 5                 | ESP Joaquim Rodríguez       | m.t.      |
| 6                 | ITA Fabio Aru               | m.t.      |
| 7                 | RSA Louis Meintjes          | m.t.      |
| 8                 | KAZ Andrey Zeits            | + 25"     |
| 9                 | EST Tanel Kangert           | + 1' 47"  |
| 10                | POR Rui Costa               | + 2' 29"  |
| 11                | GBR Geraint Thomas          | m.t.      |
| 12                | GBR Chris Froome            | + 2' 58"  |
| 13                | IRL Dan Martin              | m.t.      |
| 14                | GER Emanuel Buchmann        | m.t.      |
| 15                | GBR Adam Yates              | + 3' 03"  |
| 16                | USA Brent Bookwalter        | + 3' 31"  |
| 17                | NED Bauke Mollema           | m.t.      |
| 18                | CRO Kristijan Đurasek       | m.t.      |
| 19                | SUI Sébastien Reichenbach   | m.t.      |
| 20                | LUX Fränk Schleck           | m.t.      |
| 21                | COL Esteban Chaves          | + 3' 34"  |
| 22                | BEL Serge Pauwels           | + 6' 12"  |
| 23                | FRA Alexis Vuillermoz       | m.t.      |
| 24                | FRA Romain Bardet           | m.t.      |
| 25                | AUS Simon Clarke            | m.t.      |
| 26                | SLO Primož Roglič           | + 9' 38"  |
| 27                | JPN Yukiya Arashiro         | m.t.      |
| 28                | RSA Daryl Impey             | m.t.      |
| 29                | IRL Nicolas Roche           | m.t.      |
| 30                | ESP Alejandro Valverde      | m.t.      |
| 31                | RUS Sergey Chernetskiy      | m.t.      |
| 32                | DEN Christopher Juul-Jensen | m.t.      |
| 33                | NZL George Bennett          | + 11' 49" |
| 34                | SUI Fabian Cancellara       | m.t.      |
| 35                | LTU Ramūnas Navardauskas    | + 12' 18" |
| 36                | POR André Cardoso           | m.t.      |
| 37                | ARG Eduardo Sepúlveda       | m.t.      |
| 38                | RUS Pavel Kochetkov         | m.t.      |
| 39                | NED Steven Kruijswijk       | m.t.      |
| 40                | ITA Damiano Caruso          | m.t.      |
| 41                | UKR Andriy Hrivko           | + 13' 18" |
| 42                | BEL Philippe Gilbert        | m.t.      |
| 43                | ERI Daniel Teklehaimanot    | + 19' 20" |
| 44                | AUT Georg Preidler          | + 19' 37" |
| 45                | SVK Patrik Tybor            | + 20' 00" |
| 46                | LAT Aleksejs Saramotins     | m.t.      |
| 47                | MAR Anass Aït El Abdia      | m.t.      |
| 48                | NOR Lars Petter Nordhaug    | m.t.      |
| 49                | BLR Kanstantsin Sivtsov     | m.t.      |
| 50                | NOR Vegard Stake Laengen    | m.t.      |
| 51                | GRE Ioannis Tamouridis      | m.t.      |
| 52                | SLO Jan Polanc              | m.t.      |
| 53                | POR José Mendes             | m.t.      |
| 54                | CRC Andrey Amador           | m.t.      |
| 55                | CAN Michael Woods           | m.t.      |
| 56                | POL Michał Gołaś            | m.t.      |
| 57                | SLO Simon Špilak            | m.t.      |
| 58                | CZE Petr Vakoč              | m.t.      |
| 59                | LAT Toms Skujiņš            | m.t.      |
| 60                | DEN Chris Anker Sørensen    | m.t.      |
| 61                | KAZ Bakhtiyar Kozhatayev    | m.t.      |
| 62                | POL Michał Kwiatkowski      | m.t.      |
| 63                | ITA Alessandro De Marchi    | + 20' 05" |
| –                 | BRA Murilo Fischer          | OTL       |
| –                 | LTU Ignatas Konovalovas     | OTL       |

| Pos. | Ciclista                  | Tempo |
| ---- | ------------------------- | ----- |
| –    | ESP Jonathan Castroviejo  | DNF   |
| –    | ESP Imanol Erviti         | DNF   |
| –    | ESP Ion Izagirre          | DNF   |
| –    | COL Sergio Henao          | DNF   |
| –    | COL Miguel Ángel López    | DNF   |
| –    | COL Jarlinson Pantano     | DNF   |
| –    | COL Rigoberto Urán        | DNF   |
| –    | FRA Warren Barguil        | DNF   |
| –    | GBR Steve Cummings        | DNF   |
| –    | GBR Ian Stannard          | DNF   |
| –    | AUS Rohan Dennis          | DNF   |
| –    | AUS Scott Bowden          | DNF   |
| –    | AUS Richie Porte          | DNF   |
| –    | BEL Laurens De Plus       | DNF   |
| –    | BEL Tim Wellens           | DNF   |
| –    | NED Tom Dumoulin          | DNF   |
| –    | NED Wout Poels            | DNF   |
| –    | ITA Vincenzo Nibali       | DNF   |
| –    | ITA Diego Rosa            | DNF   |
| –    | SUI Michael Albasini      | DNF   |
| –    | SUI Steve Morabito        | DNF   |
| –    | GER Simon Geschke         | DNF   |
| –    | GER Maximilian Levy       | DNF   |
| –    | GER Tony Martin           | DNF   |
| –    | NOR Edvald Boasson Hagen  | DNF   |
| –    | NOR Sven Erik Bystrøm     | DNF   |
| –    | POL Maciej Bodnar         | DNF   |
| –    | CZE Jan Bárta             | DNF   |
| –    | CZE Leopold König         | DNF   |
| –    | CZE Zdeněk Štybar         | DNF   |
| –    | UKR Denys Kostyuk         | DNF   |
| –    | UKR Andriy Khripta        | DNF   |
| –    | SLO Matej Mohorič         | DNF   |
| –    | IRI Ghader Mizbani        | DNF   |
| –    | IRI Arvin Moazzami        | DNF   |
| –    | IRI Samad Pourseyedi      | DNF   |
| –    | POR Nelson Oliveira       | DNF   |
| –    | ALG Abderrahmane Mansouri | DNF   |
| –    | ALG Youcef Reguigui       | DNF   |
| –    | AUT Stefan Denifl         | DNF   |
| –    | MAR Soufiane Haddi        | DNF   |
| –    | MAR Mouhssine Lahsaini    | DNF   |
| –    | USA Taylor Phinney        | DNF   |
| –    | EST Rein Taaramäe         | DNF   |
| –    | NZL Zac Williams          | DNF   |
| –    | CAN Antoine Duchesne      | DNF   |
| –    | CAN Hugo Houle            | DNF   |
| –    | BLR Vasil Kiryienka       | DNF   |
| –    | JPN Kohei Uchima          | DNF   |
| –    | KOR Kim Ok-cheol          | DNF   |
| –    | KOR Seo Joon-yong         | DNF   |
| –    | VEN Jonathan Monsalve     | DNF   |
| –    | VEN Miguel Ubeto          | DNF   |
| –    | CRO Matija Kvasina        | DNF   |
| –    | ARG Daniel Díaz           | DNF   |
| –    | ARG Maximiliano Richeze   | DNF   |
| –    | HKG Cheung King Lok       | DNF   |
| –    | CHI José Luis Rodríguez   | DNF   |
| –    | RWA Adrien Niyonshuti     | DNF   |
| –    | AZE Maksym Averin         | DNF   |
| –    | ROU Serghei Țvetcov       | DNF   |
| –    | MEX Luis Lemus            | DNF   |
| –    | TUR Onur Balkan           | DNF   |
| –    | TUR Ahmet Örken           | DNF   |
| –    | BRA Kléber Ramos          | DNF   |
| –    | TUN Ali Nouisri           | DNF   |
| –    | BUL Stefan Hristov        | DNF   |
| –    | GUA Manuel Rodas          | DNF   |
| –    | ECU Byron Guamá           | DNF   |
| –    | SRB Ivan Stević           | DNF   |
| –    | ETH Tsgabu Grmay          | DNF   |
| –    | DOM Diego Milán           | DNF   |
| –    | NAM Dan Craven            | DNF   |
| –    | BOL Óscar Soliz           | DNF   |
| –    | KOS Qëndrim Guri          | DNF   |
| –    | PUR Brian Babilonia       | DNF   |
| –    | UAE Yousif Mirza          | DNF   |
| –    | LAO Ariya Phounsavath     | DNF   |
| –    | RUS Alexey Kurbatov       | DNF   |